# Vlag van San Jose (Californië)

Vlag van San Jose

De vlag van San Jose is de officiële vlag van de stad San Jose (Californië).
De vlag heeft drie horizontale banen, goud aan de bovenkant, wit in het midden en blauw aan de onderkant met het officiële zegel van de stad in het midden. Het is de officiële vlag sinds 1984. De blauwe en gouden strepen symboliseren mogelijk de staat Californië, omdat dit de officiële kleuren van de staat zijn. De zegel van de vlag heeft een diameter van één eenheid en de hele vlag heeft een verhouding van 3 bij 5 eenheden.
De zegel is een zwartomrande gouden ring met "CITY OF SAN JOSÉ" en "CALIFORNIA" in zwarte blokletters, gescheiden door zwarte zespuntige sterren. De witte ruimte binnen de ring bestaat uit een gouden tarweschoof en wijnstok die zijn vastgebonden met een gouden strik. De tarwe en wijnstokken symboliseren de landbouwproducten van het gebied, de grootste industrie in het gebied voordat de overstap naar technologische producten - Silicon Valley - plaatsvond. Onder de zegel is een ovaal bevestigd met de tekst "FOUNDED 1777". De zegel werd officieel aangenomen op 9 september 1850.

## Geschiedenis

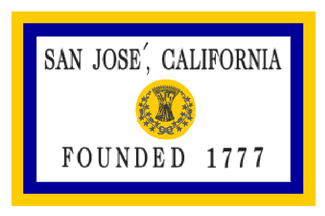
Eerste vlag, gebruikt van 1969 tot 1984

De eerste vlag werd ontworpen door stadshistoricus Clyde Arbuckle. De vlag was een wit veld met een gouden en blauwe rand, waarbij het goud het blauw omringde en een witte rand helemaal aan de buitenkant van de vlag. In het midden van de vlag staat de zegel van de stad. Boven de zegel staat de tekst "SAN JOSE' CALIFORNIA" en eronder "FOUNDED 1777". Beide staan in een zwart lettertype. De verhoudingen waren 3 bij 4,5 en werden officieel aangenomen op 2 juni 1969.
Bij de tweede vlag zijn de randen en de grote tekst verwijderd en zijn de randen vervangen door drie horizontale banen met hetzelfde kleurenschema en is de tekst kleiner gemaakt om het zegel te omringen. Deze vlag werd gemaakt door zowel de reglementencommissie als de historische monumentencommissie van San José, op verzoek van de gemeenteraad van San José. De verhoudingen van de vlag werden ook vergroot tot 3 bij 5.